# Wilhelm Ekman (1875–1946)
Peter Wilhelm Ekman, född 24 december 1875 i Gustavsfors, Torrskogs församling i Älvsborgs län, död 13 juni 1946 i Gävle Heliga Trefaldighets församling, var en svensk skogsman och företagsledare. Han var bror till Gustaf Ekman (1872–1959) och far till Gustaf Ekman (1906–1977) och Wilhelm Ekman (1912–1986). Gift 1905 med Martha Gerdts (1879-1960).
Efter examen vid Skogsinstitutet 1898 tjänstgjorde Ekman som extra jägmästare inom skogsstaten, blev 1901 extra lektor vid Skogsinstitutet i skogsteknologi och forstlig byggnadskonst, men övergick 1908 till industrin som disponent hos Korsnäs sågverks AB, där han 1924 blev verkställande direktör. Åren 1919-27 var Ekman Domänfullmäktig. Ekman hade även flera allmänna uppdrag. Som lektor vid Skogsinstitutet hade Ekman stor betydelse för utvecklandet av de honom anförtrodda ämnena, där han särskilt lade vikt vid de ekonomiska frågorna. Förutom ett flertal uppsatser i olika skogstidskrifter utgav Ekman bland annat Skogsteknisk handbok 1908 - senare upplagor med titeln Handbok i skogsteknologi.